# 藤川町 (岡崎市)
藤川町（ふじかわちょう）は、愛知県岡崎市東部地区の町名。丁番を持たない単独町名であり、47の小字が設置されている。

## 地理
岡崎市の南東部に位置する。山綱川により形成された谷底平野にある。名鉄名古屋本線を挟んで、北部は主に工業地域、南部は主に住居地域として指定されている。

### 河川
- 山綱川
- 城山川
- 百田川

### 小字
- 字石丸（いしまる）
- 字一里山北（いちりやまきた）
- 字一里山南（いちりやまみなみ）
- 字岩田（いわた）
- 字王子ケ入（おうじがいり）
- 字沖野々（おきのの）
- 字上西ノ入（かみにしのいり）
- 字唐沢（からさわ）
- 字河原（かわはら）
- 字北荒古（きたあらこ）
- 字黒土（くろつち）
- 字小坂（こさか）
- 字小鷹ボロ（こだかぼろ）
- 字駒ノ爪（こまのつめ）
- 字境松（さかいまつ）
- 字境松西（さかいまつにし）
- 字沢渡（さわたり）
- 字椎ノ木坪（しいのきつぼ）
- 字清水ケ入（しみずがいり）
- 字下西ノ入（しもにしのいり）
- 字陣山下（じんやました）
- 字田中（たなか）
- 字堤ケ入（つつみがいり）
- 字堤下（つつみした）
- 字峠荒古（とうげあらこ）
- 字中町北（なかまちきた）
- 字中町南（なかまちみなみ）
- 字西沖田（にしおきだ）
- 字西川向（にしかわむこう）
- 字西小坂（にしこさか）
- 字西大蓮坊（にしだいれんぼう）
- 字西町北（にしまちきた）
- 字西町南（にしまちみなみ）
- 字二反田（にたんだ）
- 字乗越（のりこし）
- 字東沖田（ひがしおきだ）
- 字東川向（ひがしかわむこう）
- 字百田ケ入（ひゃくだがいり）
- 字比丘尼山（びくにやま）
- 字松本（まつもと）
- 字道ケ入（みちがいり）
- 字三ツ沢（みつざわ）
- 字南荒古（みなみあらこ）
- 字薬師山（やくしやま）
- 字家下（やした）
- 字柳沢（やなぎさわ）
- 字山崎（やまざき）

## 世帯数と人口
2019年（令和元年）5月1日現在の世帯数と人口は以下の通りである。
| 町丁   | 世帯数  | 人口    |
| ------ | ------- | ------- |
| 藤川町 | 987世帯 | 1,991人 |

### 人口の変遷
国勢調査による人口の推移
| 1995年（平成7年）  | 2,514人 | [ 6 ]  |  |
| 2000年（平成12年） | 2,211人 | [ 7 ]  |  |
| 2005年（平成17年） | 2,147人 | [ 8 ]  |  |
| 2010年（平成22年） | 2,018人 | [ 9 ]  |  |
| 2015年（平成27年） | 1,971人 | [ 10 ] |  |

## 小・中学校の学区
市立小・中学校に通う場合、学区は以下の通りとなる。
| 番・番地等 | 小学校             | 中学校             |
| ---------- | ------------------ | ------------------ |
| 全域       | 岡崎市立藤川小学校 | 岡崎市立東海中学校 |

## 歴史
額田郡藤川村を前身とする。古くから交通の要衝であり、中世には鎌倉街道が通っていた。戦国時代には、徳川家康家臣の内藤家長居城藤川城が築かれた。もともとは関山神社奥宮などがある北の明神山山麓に集落があったが、1590年に豊臣秀吉家臣だった岡崎城主田中吉政により南に移転された。
江戸時代は主に幕府領や称名寺領などであった。東海道五十三次の一つ藤川宿が置かれ、宿場町として栄えた。藤川宿は、国土交通省により愛知県で唯一歴史国道に選定されている。藤川宿は当初5町45間であったが、1648年に舞木村字市場の住民を移住させて市場村（現市場町）として加宿され、中町と西町、市場村の東町の3町で、9町20間の藤川宿となった。
2020年8月7日、旧東海道の「藤川の松並木」が愛知県指定文化財（天然記念物）に指定された。

### 沿革
- 1889年（明治22年）10月1日 - 町村制施行。藤川村・市場村・蓑川村が合併し、藤川村大字藤川となる[16]。
- 1955年（昭和30年）2月1日 - 岡崎市へ編入し、同市藤川町となる[17]。
- 1984年（昭和59年） - 岡町との間で境界を変更[17]。
- 1988年（昭和63年）4月1日 - 住居表示実施に伴い、一部が藤川台1丁目となる[17][18]。
- 1989年（平成元年）3月1日 - 一部が藤川台2丁目となる[17][18]。
- 1990年（平成2年）3月1日 - 一部が藤川台3丁目となる[17][18]。
- 2001年（平成13年）2月10日 - 岡崎蓑川土地区画整理事業の換地処分に伴い、一部が藤川荒古となる[18]。

### 史跡
- 藤川宿脇本陣跡
- 藤川城跡
- 藤川の松並木[14]

## 交通

### 鉄道
- 名鉄名古屋本線
  - 藤川駅

### 道路
- 国道1号
  - 道の駅藤川宿
- 愛知県道327号市場福岡線
  - 藤川街道

## 施設
- 藤川宿資料館
- 旧野村家住宅
- 一畑山薬師寺
- 十王堂
- 伝誓寺
- 称名寺
- 関山神社
- 岡崎警察署藤川警察官駐在所
- 岡崎市東部地域交流センター・むらさきかん
- 道の駅藤川宿
- 藤川運動広場
- 第4号藤川緑地
- レッドバロン 本社
- 愛厚藤川の里

### 教育
- 愛知県立岡崎東高等学校の一部
- 岡崎市立藤川小学校
- 岡崎市藤川児童育成センター

## ギャラリー

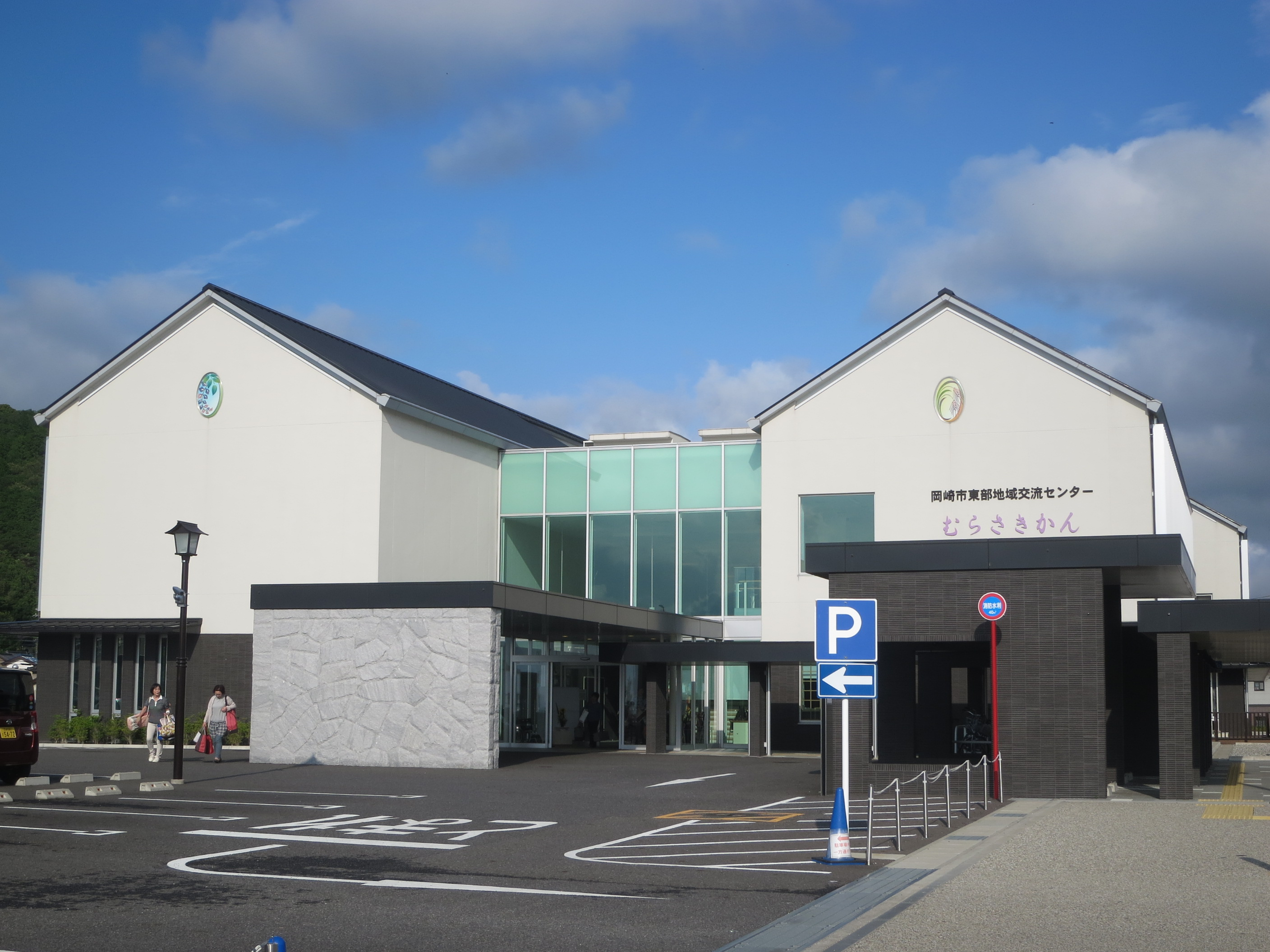
岡崎市東部地域交流センター・むらさきかん
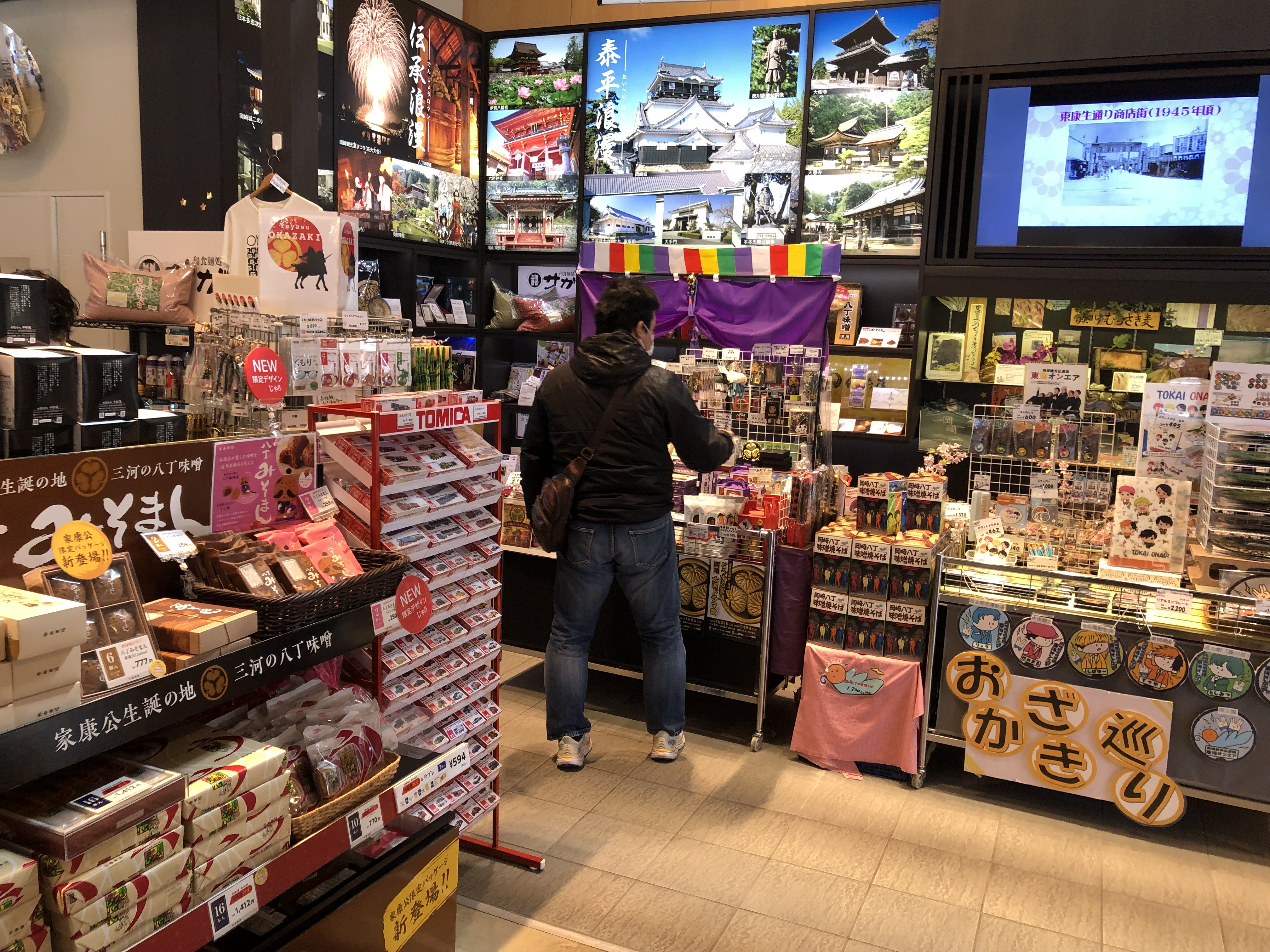
道の駅藤川宿
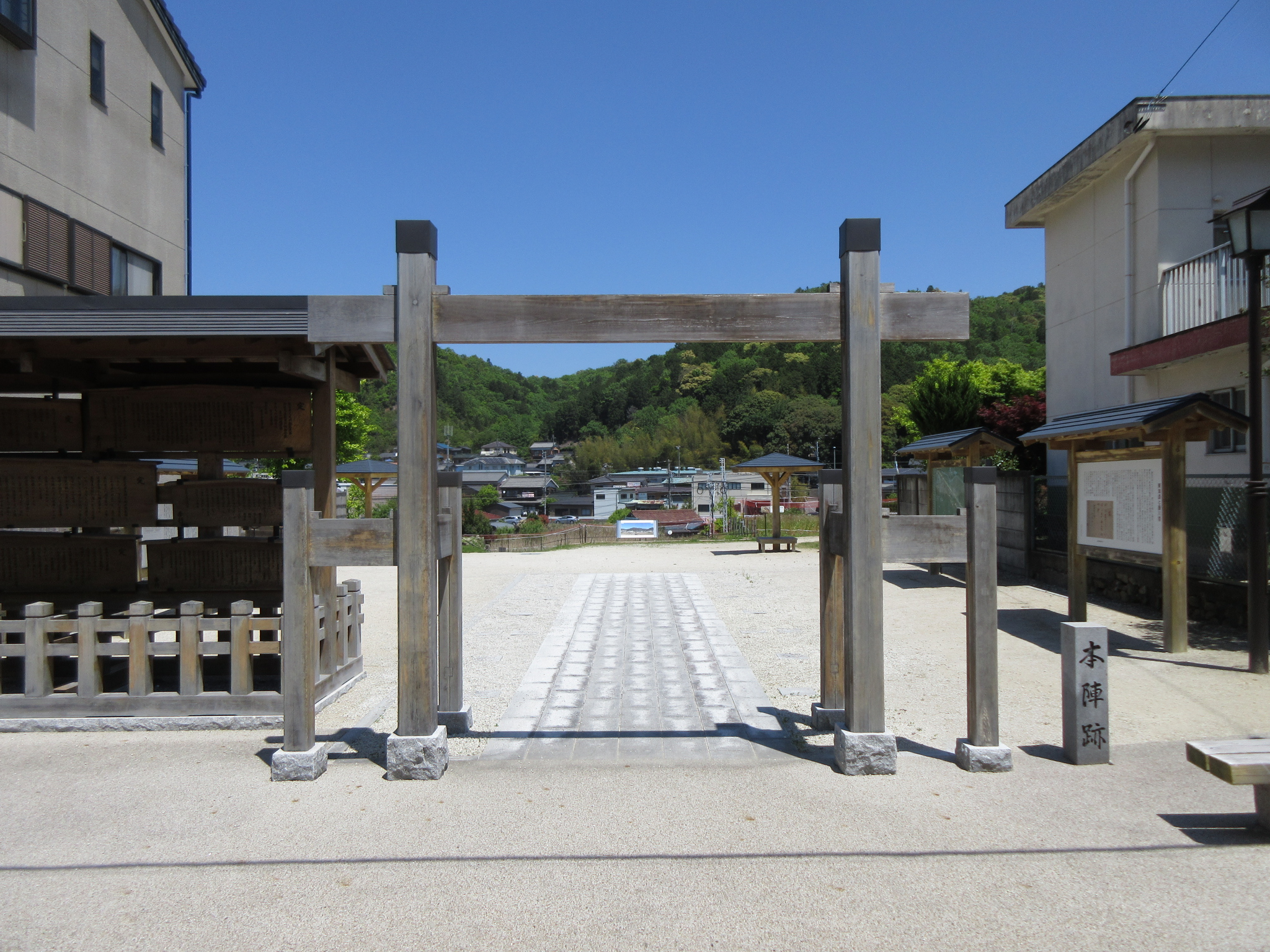
藤川宿本陣跡広場
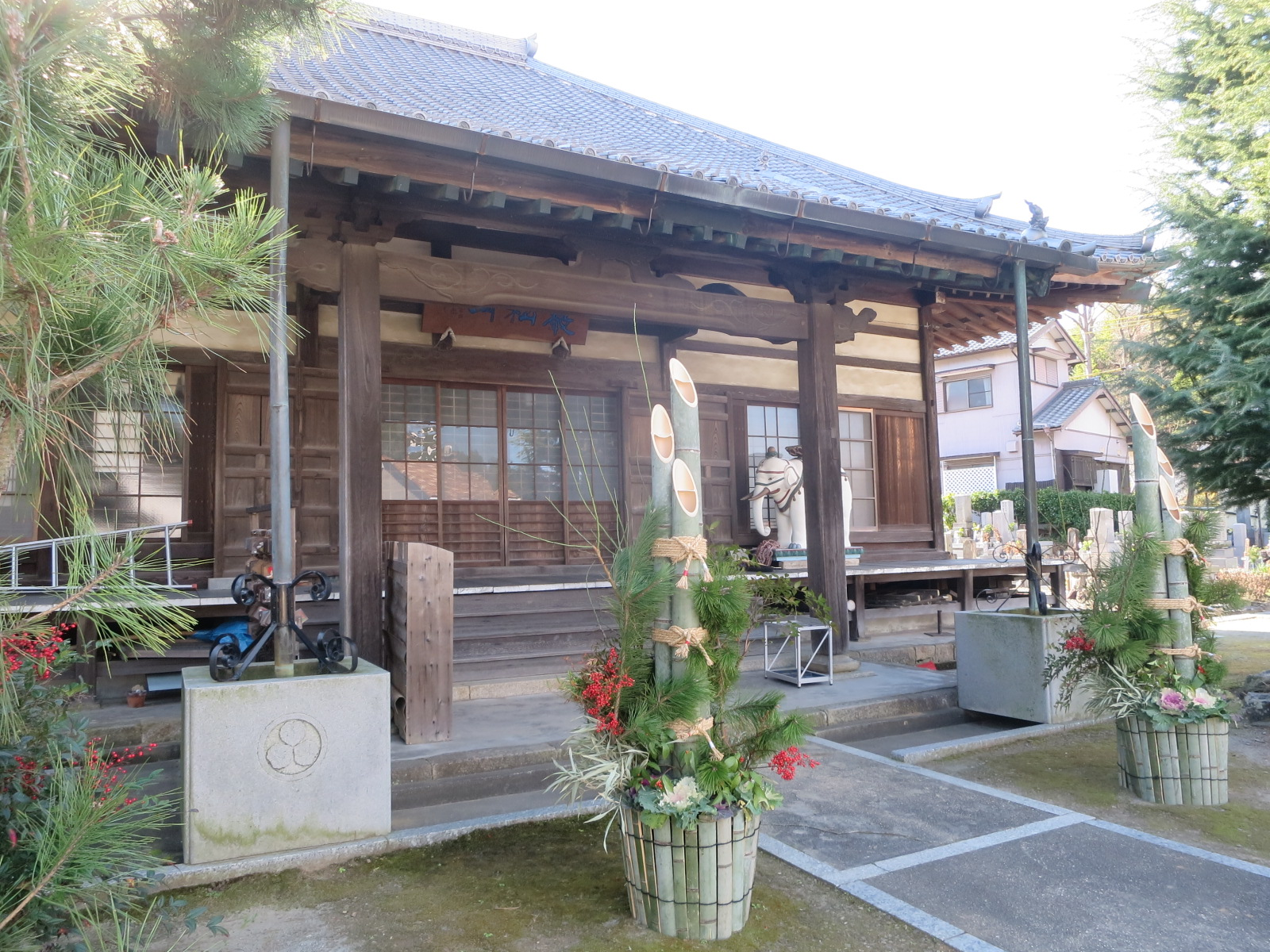
称名寺
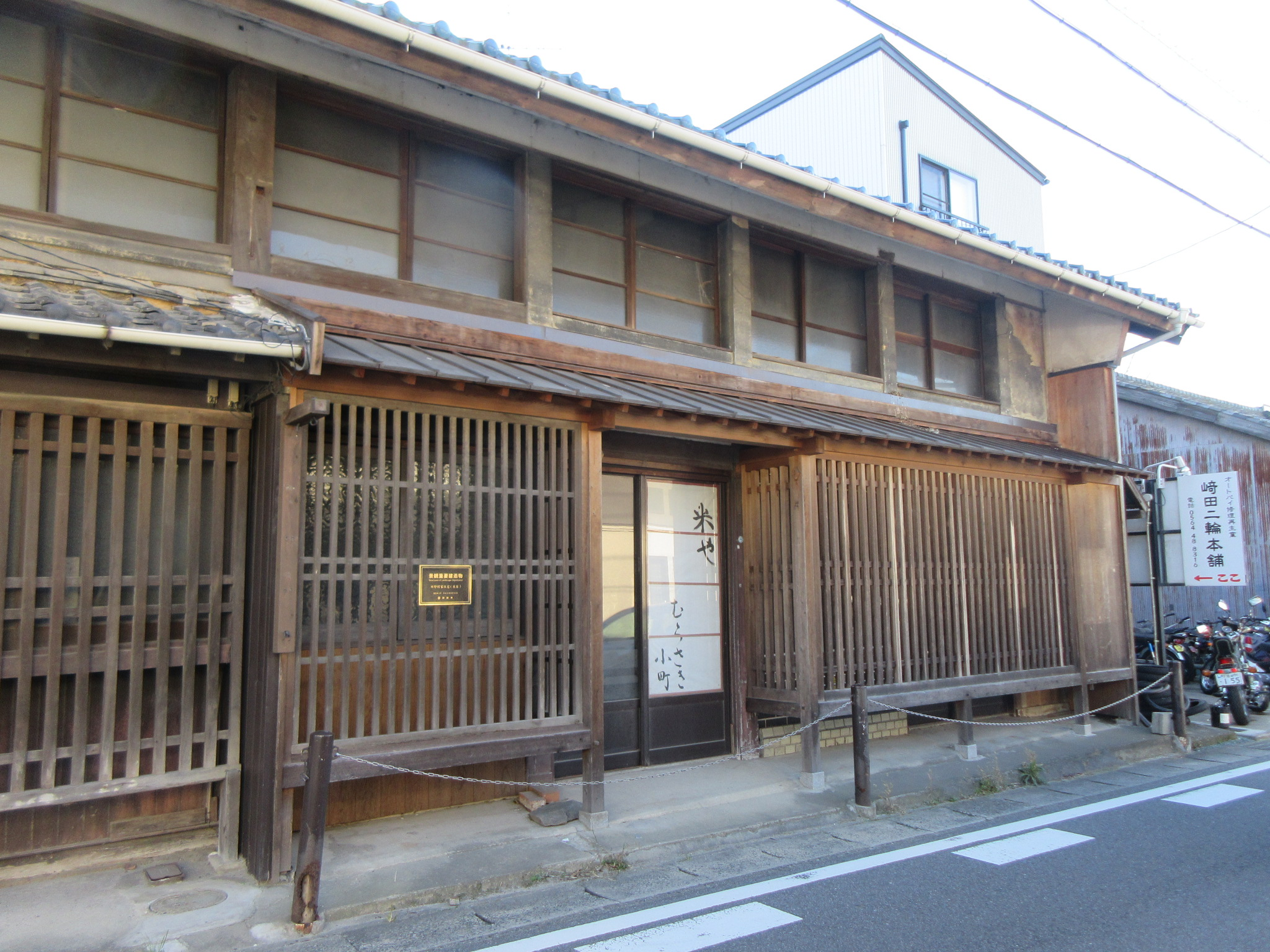
旧野村家住宅（岡崎市景観重要建造物）
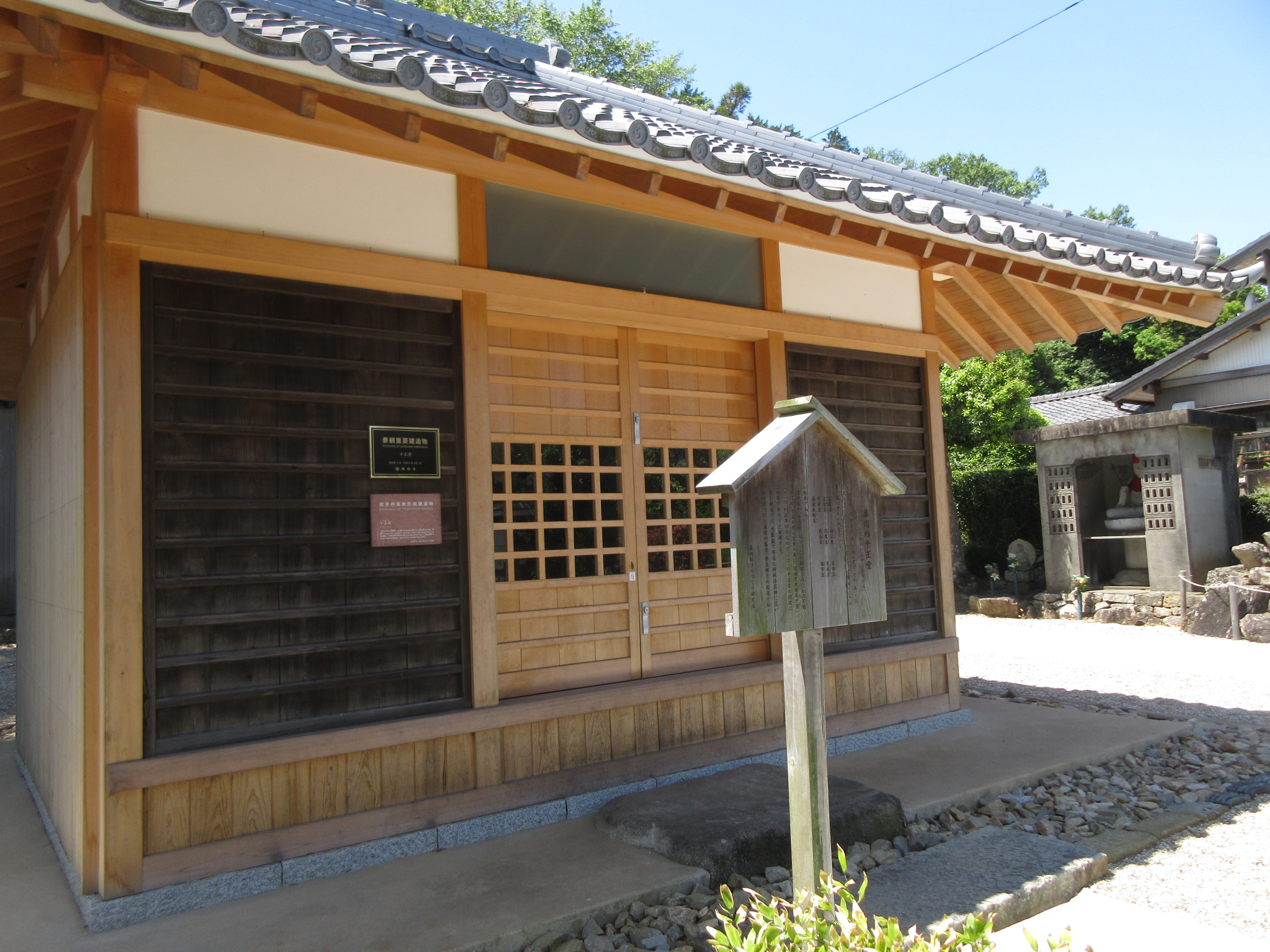
十王堂（岡崎市景観重要建造物）
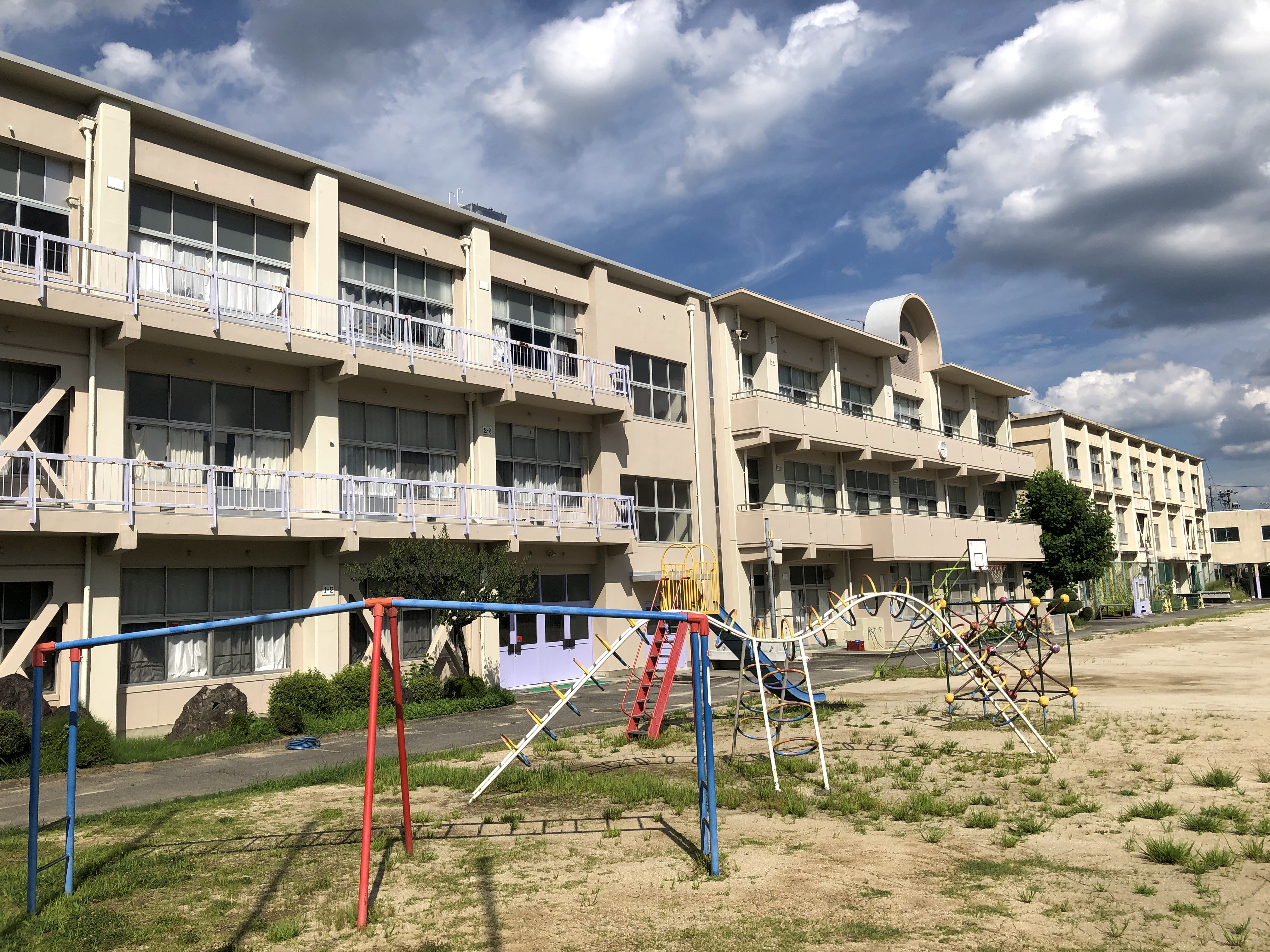
岡崎市立藤川小学校
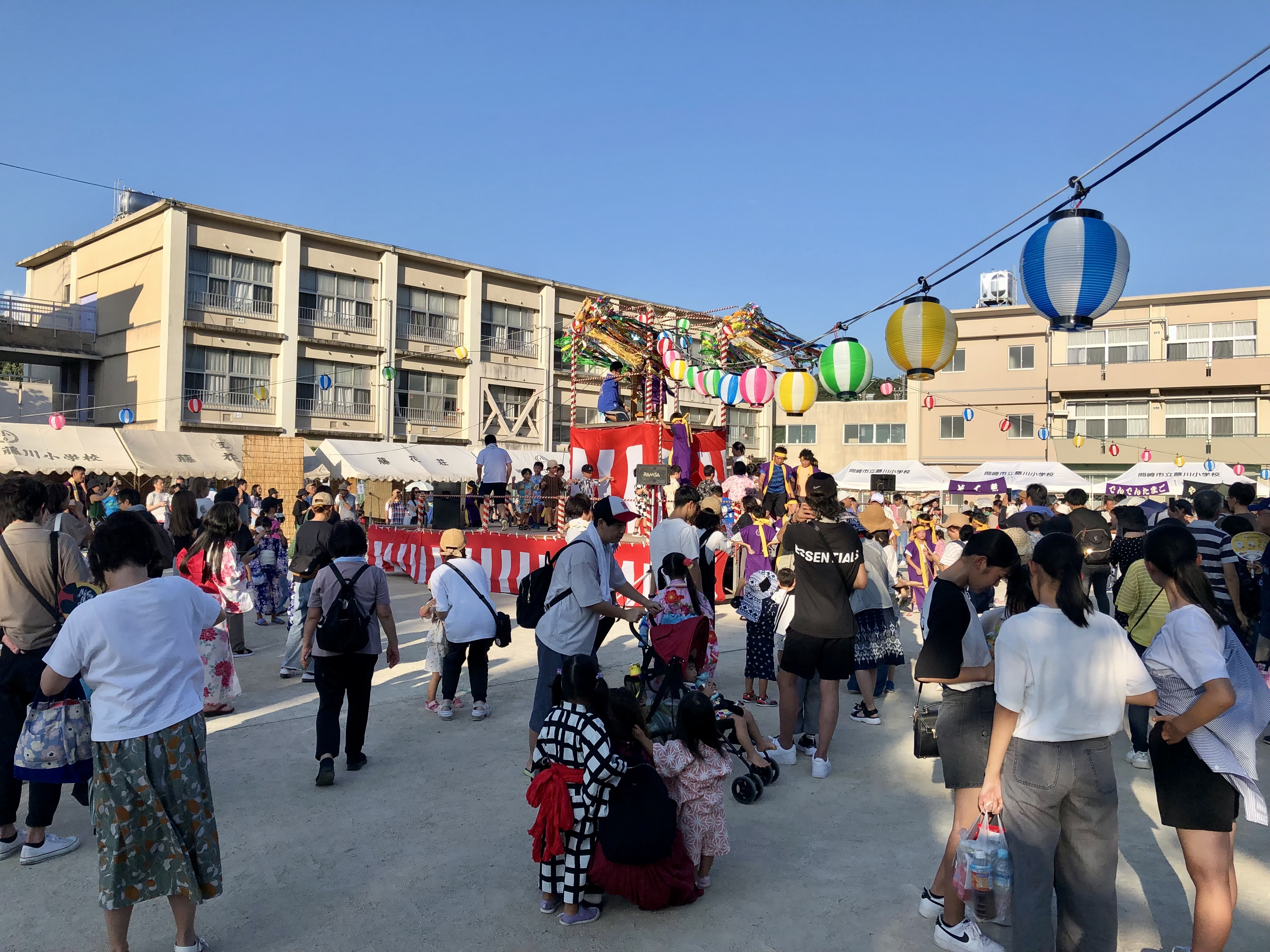
藤川小学校で開かれた納涼夏まつり
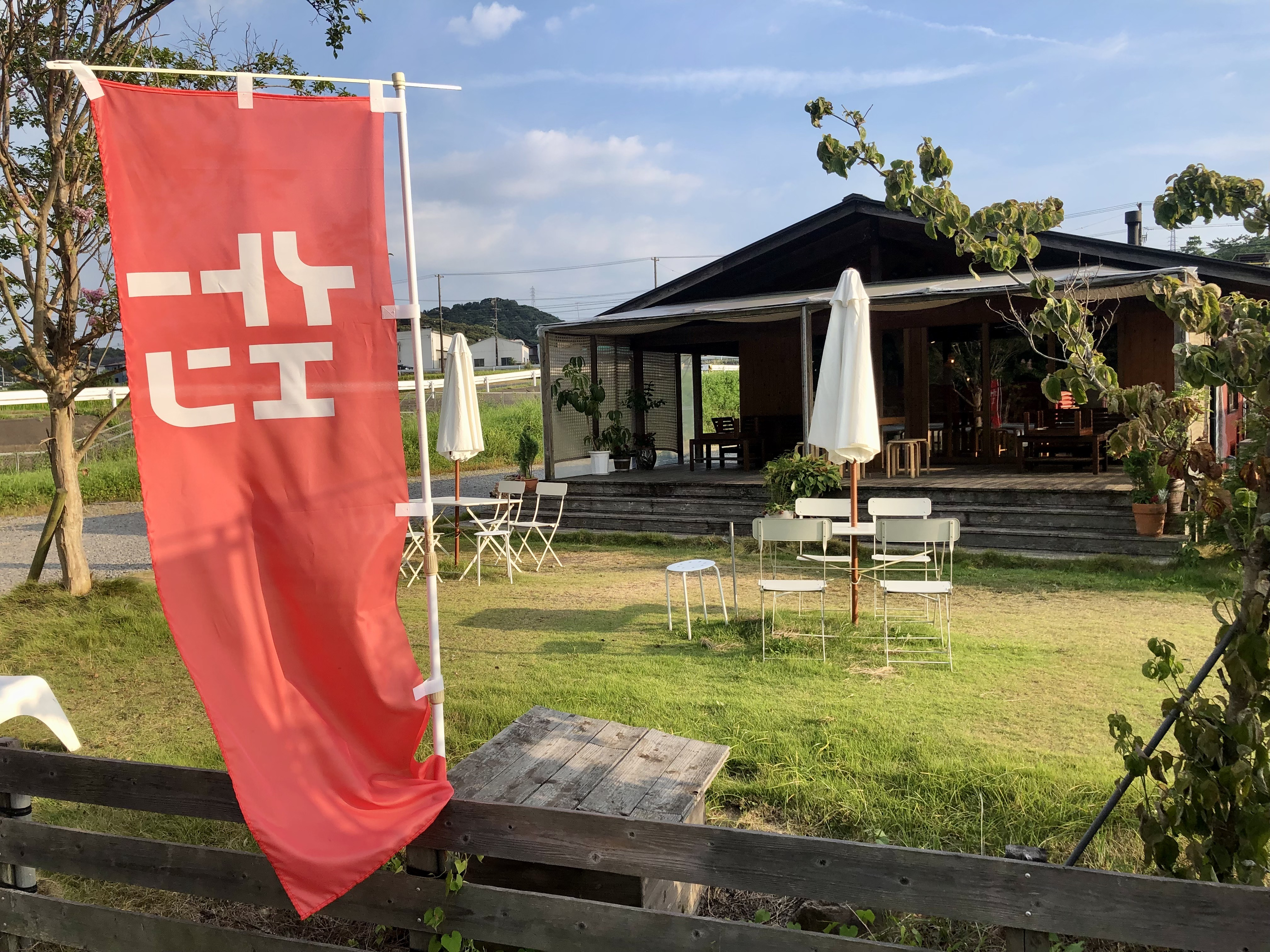
苺の伊藤園

## その他

### 日本郵便
- 郵便番号 : 444-3523[3]（集配局：岡崎郵便局[19]）。

## 参考資料
- 「角川日本地名大辞典」編纂委員会 編『角川日本地名大辞典 23 愛知県』角川書店、1989年3月8日。ISBN 4-04-001230-5。
- 有限会社平凡社地方資料センター 編『日本歴史地名大系 23 愛知県の地名』平凡社、1981年。ISBN 4-582-49023-9。
- 新編岡崎市史編さん委員会 編『新編岡崎市史 総集編 20』1993年。